# Midreszet Ben Gurion
Midreszet Ben Gurion (hebr.: מדרשת בן-גוריון) – wieś położona w samorządzie regionu Ramat ha-Negew, w Dystrykcie Południowym, w Izraelu.
Leży w środkowej części pustyni Negew.

## Historia
Osadę założono w 1963.

## Edukacja
W 1974 założono tutaj Instytut Rozwoju Pustyni Jacoba Blausteina (ang. Jacob Blaustein Institutes for Desert Research), który prowadzi badania nad rozwojem upraw rolniczych w warunkach pustyni Negew. Instytut jest częścią Uniwersytetu Ben Guriona z Beer Szewy.

## Komunikacja
Przy wiosce przebiega droga ekspresowa nr 40 (Kefar Sawa–Ketura).